# Културни центар
Културни центар је установа или простор који има за циљ да негује, промовише, производи и чини доступним различите облике културе и уметности широј заједници. Културни центри су често мултидисциплинарног карактера, нудећи програме из области ликовних уметности, извођачких уметности (позориште, музика, плес), филма, књижевности, као и образовне и друштвене активности. Они представљају важна места сусрета, стварања, едукације и културне размене у локалној заједници.

## Дефиниција и циљеви
Културни центар се може дефинисати као организација или физички простор који пружа инфраструктуру и програме за различите културне и уметничке активности. Основни циљеви културних центара најчешће укључују:
- Омогућавање приступа културним садржајима свим грађанима.
- Подстицање културног стваралаштва и уметничке продукције.
- Промоција културне разноликости и интеркултурног дијалога.
- Едукација и развој публике у области културе и уметности.
- Очување и промоција локалног културног наслеђа и традиције.
- Пружање простора за рад уметницима, уметничким групама и организацијама цивилног друштва.
- Подстицање друштвене кохезије и развоја локалне заједнице кроз културне активности.

## Функције и активности
Функције и активности културних центара су бројне и разноврсне, а зависе од њихове величине, оснивача, програмске оријентације и потреба заједнице којој служе. Неке од уобичајених активности су:
- Организација уметничких програма: Изложбе ликовних и примењених уметности, концерти различитих музичких жанрова, позоришне представе, филмске пројекције, књижевне вечери, трибине, предавања.
- Образовни програми: Курсеви, радионице (нпр. ликовне, музичке, драмске, плесне, курсеви језика), предавања за различите узрасне групе.
- Продукција и копродукција: Сопствена продукција уметничких дела или подршка независним уметницима и групама у реализацији њихових пројеката.
- Пружање простора и ресурса: Изнајмљивање или уступање простора (галерије, сале, студији) за пробе, извођења, састанке, радионице.
- Рад са локалном заједницом: Организовање програма који подстичу учешће грађана у културном животу, рад са децом, младима, старијим особама и маргинализованим групама.
- Информативно-документациона делатност: Прикупљање и пружање информација о културним догађањима, понекад и формирање мањих библиотека или архива.
- Међународна сарадња: Размена програма, уметника и искустава са сродним институцијама из других земаља.

## Врсте културних центара
Културни центри се могу поделити на основу различитих критеријума, као што су оснивач, програмска оријентација или циљна група:
- Јавни (државни/општински) културни центри: Најчешће су то домови културе у градовима и општинама, које оснива и финансира локална самоуправа или држава. Они имају задатак да задовоље културне потребе најширег становништва.
- Студентски културни центри (СКЦ) и домови омладине: Усмерени су првенствено на културне потребе и стваралаштво младих и студената, често са фокусом на савремене и алтернативне уметничке праксе.
- Независни културни центри: Оснивају их невладине организације, уметничка удружења или неформалне групе, са циљем промоције независне, ангажоване или експерименталне уметности.
- Културни центри националних мањина: Негују и промовишу културу и идентитет националних мањина.
- Страни културни центри: Институције које оснивају друге државе ради промоције своје културе, језика и уметности у Србији (нпр. Француски институт, Гете институт, Институт Сервантес, Руски дом, British Council).

## Значај у друштву
Културни центри играју важну улогу у друштвеном и културном развоју:
- Доприносе децентрализацији културе, чинећи културне садржаје доступним и изван великих градских центара.
- Подстичу културну партиципацију и развој публике.
- Представљају платформу за афирмацију локалних уметника и стваралаца.
- Негују културну разноликост и интеркултурни дијалог.
- Доприносе неформалном образовању и развоју креативности код деце, младих и одраслих.
- Могу бити важни центри друштвеног живота и окупљања у локалној заједници.

## Примери у Србији
У Србији постоји развијена мрежа културних центара. Неки од познатијих примера су:
- Културни центар Београда (КЦБ): Једна од најзначајнијих градских установа културе, са разноврсним програмима (ликовни, музички, филмски, књижевни, дебатни).[2]
- Дом омладине Београда (ДОБ): Установа културе посвећена младима, са богатим музичким, филмским, образовним и дебатним програмима.[3]
- Студентски културни центар (СКЦ) Београд: Познат по промоцији алтернативне и студентске културе, организовању концерата, изложби, фестивала. Поред Београда, студентски културни центри постоје и у другим универзитетским градовима попут Ниша, Крагујевца, Новог Пазара.
- Дечји културни центар Београд (ДКЦБ): Специјализована установа за дечје стваралаштво и културне програме за децу.
- Бројни домови културе у градовима и општинама широм Србије, који представљају носиоце културног живота у локалним срединама.